# 小行星8515
小行星8515（8515 Corvan）是一颗绕太阳运转的小行星，为主小行星带小行星。该小行星于1991年9月4日发现。

## 轨道参数
小行星8515的轨道半长轴为2.6203405 UA，离心率为0.164。